# Gustavo Bacarisas
Gustavo Bacarisa (1872–1971) GMH là một họa sĩ người Gibralta. Ông sinh ra tại Gibraltar và mất ở Seville, Tây Ban Nha. Tác phẩm của ông theo phong cách tượng hình và chủ đề đa dạng, được đặc trưng bởi cách sử dụng màu sắc phong phú. Ông đã kết hôn với nghệ sĩ và nhà thiết kế Thụy Điển Elsa Jernås.

## Sự nghiệp
Bacaris theo học ở Paris, Pháp và làm việc ở Buenos Aires, Argentina cho đến năm 1916. Sau đó, ông chuyển đến thủ đô Seville của Andalucia. Ông cũng từng đến Thụy Điển để tạo ra các bối cảnh và bức tượng cho vở opera Carmen. Tương tự như vậy với phần đầu của El amor brujo (tiếng Tây Ban Nha: Tình yêu, nhà Ảo thuật) tại Teatro Español ở Madrid. Trong cuộc nội chiến Tây Ban Nha, ông đã chuyển chỗ ngụ cư, lần này là đến đảo Madeira của Bồ Đào Nha, rồi trở lại Gibraltar vào năm 1937. Khi Chiến tranh thế giới thứ hai kết thúc, ông chuyển đến Tây Ban Nha, định cư ở Seville.
Bacarisas đã trưng bày tác phẩm của mình ở nhiều thành phố của Tây Ban Nha cũng như ở nước ngoài. Ông được trao huy chương vàng và danh hiệu giáo sư danh dự bởi Real Academia de Bellas Artes de Santa Isabel de Hungría (tiếng Tây Ban Nha: Học viện Hoàng gia về Nghệ thuật xứ St Isabella của Hungary) và là thành viên của Real Academia de Bellas Artes de San Fernando.